# تمنراست
مدينة تمنراست «الاسم القديم كان تامنغست»، هي عاصمة الهقار بالجزائر، تقع على مسافة 1981 كلم جنوب الجزائر العاصمة على إرتفاتع 1380 متر فوق سطح البحر، يبلغ عدد سكانها 80 الف نسمة، كما أنها مدينة جديدة تأسست عام 1908، وهي مقر ولاية تمنراست منذ التقسيم الإداري لسنة 1974م.

## الموقع
| إدلس   |          | عين أمقل |
| تاظروك | تمنراست  | أبلسة    |
|        | عين قزام |          |

## الطقس
تتمتع تمنراست بمناخ صحراوي حار (تصنيف كوبن BWh) نموذجي لمنطقة الهقار، وهي سلسلة جبال تقع في الصحراء، تتميز بصيف طويل حار جدًا وشتاء قصير ودافئ إلى حد ما. يعمل الارتفاع العالي (1400 متر) على تعديل متوسط درجات الحرارة القصوى التي يتم مواجهتها على مدار العام إلى حد كبير، وهو مسؤول عن هطول أمطار أكثر غزارة قليلاً من الارتفاعات المنخفضة.
ومع ذلك، يعتبر المناخ حارًا وجافًا للغاية بالنسبة لهذا الارتفاع. المناخ شديد الجفاف وجاف للغاية على مدار السنة حيث يبلغ متوسط هطول الأمطار السنوي حوالي 43 ملم. في الصيف، تكون الحرارة، على الرغم من أنها معتدلة جدًا، قوية جدًا وتتخذ طابعًا مستمرًا: يبلغ متوسط درجات الحرارة القصوى حوالي 35 درجة مئوية في يوليو (الشهر الأكثر سخونة) ولكن يمكن أن تتجاوز 40 درجة مئوية بين يونيو وسبتمبر.

درجات الحرارة لطيفة للغاية ومرتفعة في الشتاء ولكن خلال النهار فقط لأنه في مساحات الصحراء لا يوجد شيء يحتفظ بالحرارة ويبلغ متوسط درجات الحرارة الدنيا حوالي 5 درجات مئوية. السماء صافية وواضحة طوال العام وتبقى الأيام الملبدة بالغيوم نادرة جدًا، إن وجدت. ويبلغ متوسط درجة الحرارة اليومية السنوية حوالي 22 درجة مئوية في تمنراست. الرطوبة النسبية منخفضة بشكل استثنائي على مدار السنة بمتوسط سنوي يبلغ حوالي 23%. بسبب الإشعاع الشمسي القوي للغاية وبالتالي التسخين المكثف الناتج، سُجلت درجات حرارة قصوى تزيد عن 70 درجة مئوية على أرض تمنراست في منتصف الصيف في عدة مناسبات.
| البيانات المناخية لـTamanrasset, Algeria (1991-2020) | البيانات المناخية لـTamanrasset, Algeria (1991-2020) | البيانات المناخية لـTamanrasset, Algeria (1991-2020) | البيانات المناخية لـTamanrasset, Algeria (1991-2020) | البيانات المناخية لـTamanrasset, Algeria (1991-2020) | البيانات المناخية لـTamanrasset, Algeria (1991-2020) | البيانات المناخية لـTamanrasset, Algeria (1991-2020) | البيانات المناخية لـTamanrasset, Algeria (1991-2020) | البيانات المناخية لـTamanrasset, Algeria (1991-2020) | البيانات المناخية لـTamanrasset, Algeria (1991-2020) | البيانات المناخية لـTamanrasset, Algeria (1991-2020) | البيانات المناخية لـTamanrasset, Algeria (1991-2020) | البيانات المناخية لـTamanrasset, Algeria (1991-2020) | البيانات المناخية لـTamanrasset, Algeria (1991-2020) |
| الشهر                                                | يناير                                                | فبراير                                               | مارس                                                 | أبريل                                                | مايو                                                 | يونيو                                                | يوليو                                                | أغسطس                                                | سبتمبر                                               | أكتوبر                                               | نوفمبر                                               | ديسمبر                                               | المعدل السنوي                                        |
| ---------------------------------------------------- | ---------------------------------------------------- | ---------------------------------------------------- | ---------------------------------------------------- | ---------------------------------------------------- | ---------------------------------------------------- | ---------------------------------------------------- | ---------------------------------------------------- | ---------------------------------------------------- | ---------------------------------------------------- | ---------------------------------------------------- | ---------------------------------------------------- | ---------------------------------------------------- | ---------------------------------------------------- |
| الدرجة القصوى °م (°ف)                                | 30.5 (86.9)                                          | 32.9 (91.2)                                          | 33.0 (91.4)                                          | 37.5 (99.5)                                          | 38.8 (101.8)                                         | 41.0 (105.8)                                         | 41.4 (106.5)                                         | 39.5 (103.1)                                         | 37.8 (100.0)                                         | 35.9 (96.6)                                          | 31.6 (88.9)                                          | 28.6 (83.5)                                          | 41.4 (106.5)                                         |
| متوسط درجة الحرارة الكبرى °م (°ف)                    | 20.5 (68.9)                                          | 22.8 (73.0)                                          | 26.4 (79.5)                                          | 31.0 (87.8)                                          | 34.2 (93.6)                                          | 36.1 (97.0)                                          | 36.1 (97.0)                                          | 35.3 (95.5)                                          | 34.2 (93.6)                                          | 30.3 (86.5)                                          | 25.4 (77.7)                                          | 21.9 (71.4)                                          | 29.5 (85.1)                                          |
| المتوسط اليومي °م (°ف)                               | 12.7 (54.9)                                          | 15.0 (59.0)                                          | 18.8 (65.8)                                          | 23.3 (73.9)                                          | 27.2 (81.0)                                          | 29.6 (85.3)                                          | 29.8 (85.6)                                          | 29.1 (84.4)                                          | 27.8 (82.0)                                          | 23.6 (74.5)                                          | 18.1 (64.6)                                          | 14.4 (57.9)                                          | 22.4 (72.3)                                          |
| متوسط درجة الحرارة الصغرى °م (°ف)                    | 4.9 (40.8)                                           | 7.2 (45.0)                                           | 11.2 (52.2)                                          | 15.7 (60.3)                                          | 20.1 (68.2)                                          | 23.1 (73.6)                                          | 23.4 (74.1)                                          | 22.9 (73.2)                                          | 21.4 (70.5)                                          | 16.8 (62.2)                                          | 10.7 (51.3)                                          | 6.9 (44.4)                                           | 15.4 (59.7)                                          |
| أدنى درجة حرارة °م (°ف)                              | −3.4 (25.9)                                          | −3.7 (25.3)                                          | −1.5 (29.3)                                          | 6.0 (42.8)                                           | 9.0 (48.2)                                           | 16.0 (60.8)                                          | 17.6 (63.7)                                          | 16.8 (62.2)                                          | 15.5 (59.9)                                          | 7.4 (45.3)                                           | −1.0 (30.2)                                          | −2.4 (27.7)                                          | −3.7 (25.3)                                          |
| الهطول مم (إنش)                                      | 1.3 (0.05)                                           | 0.9 (0.04)                                           | 4.2 (0.17)                                           | 0.9 (0.04)                                           | 2.9 (0.11)                                           | 7.0 (0.28)                                           | 8.0 (0.31)                                           | 17.8 (0.70)                                          | 6.0 (0.24)                                           | 8.3 (0.33)                                           | 0.5 (0.02)                                           | 0.6 (0.02)                                           | 58.4 (2.30)                                          |
| متوسط أيام هطول الأمطار (≥ 1 mm)                     | 0.3                                                  | 0.2                                                  | 0.4                                                  | 0.1                                                  | 0.6                                                  | 1.2                                                  | 1.2                                                  | 3.3                                                  | 1.4                                                  | 0.9                                                  | 0.2                                                  | 0.1                                                  | 9.9                                                  |
| ساعات سطوع الشمس الشهرية                             | 288.0                                                | 272.9                                                | 297.2                                                | 299.5                                                | 288.8                                                | 240.2                                                | 286.9                                                | 261.2                                                | 248.3                                                | 282.6                                                | 284.2                                                | 282.4                                                | 3٬332٫2                                              |
| المصدر: NOAA                                         |                                                      |                                                      |                                                      |                                                      |                                                      |                                                      |                                                      |                                                      |                                                      |                                                      |                                                      |                                                      |                                                      |

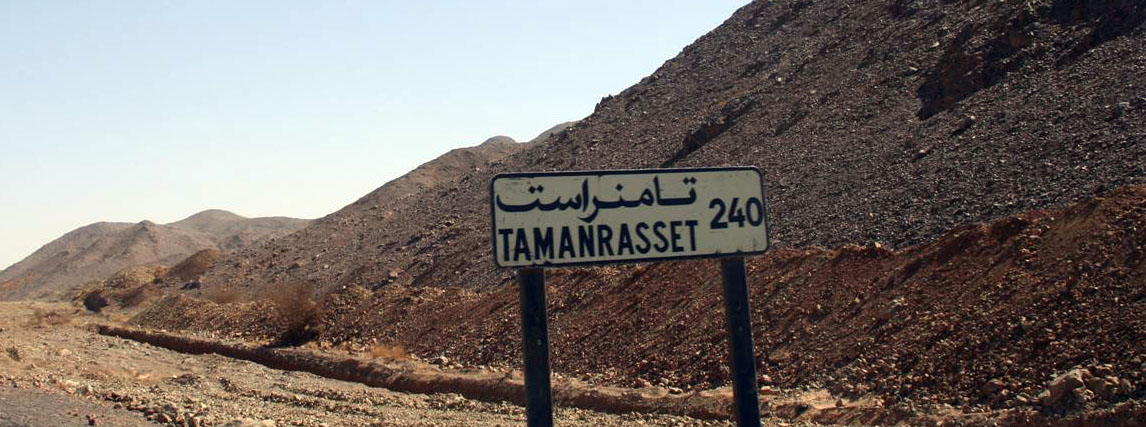
طريق وطني يخترق الصحراء ليربط تامنراست بالجزائر العاصمة.

وبها أعلى قمة في الجزائر اسمها اتاهات اتاكور بجبال الهقار.

## تمنراست (عاصمة الهقار)
تمنراست عاصمة للهقار موطن أسطورة التوارق تينهنان وعالم السحر والانهيار حيث تجد الطبيعة الخلابة في انتظارك لتدعوك إلى سفر لم يخطر يوما على بالك لأن كل ما فيه جذاب ومتميز.

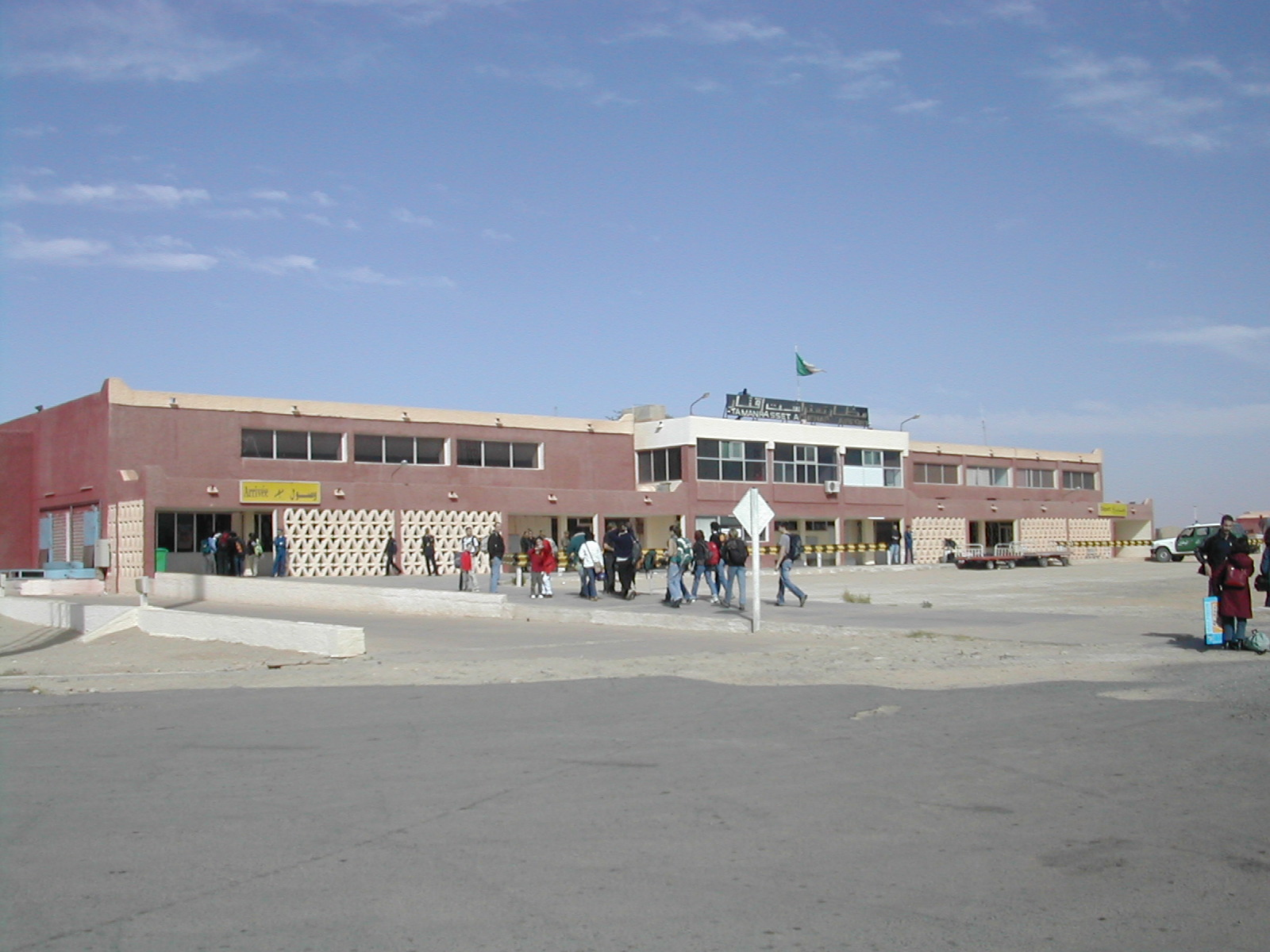
مطار تمنراست

تمنراست ذلك العالم الرائع والشاسع يأخذك لتكتشف أسرار الطبيعة معنى الوجود والاستمرارية أن تحس بذاتك وتندهش بإعجاز الخالق، وبهذا كله.

## تاريخ
تفتخر ولاية تمنراست بعنق عراقة تاريخها الذي يعود إلى ذلك الزمن البعيد حيث ظهر الإنسان البدائي وشيد حضارة راقية عرفت وجها في صحراء الجزائر وازدهرت قبل حضارة الفراعنة لـ 5000 سنة تشهد على ذلك الرسومات والنقوش الحجرية التي تحتفظ بتاريخ المنطقة والتي اكتشفت بطاسيلي الهقار وتيديكلت وهي تمثل اليوم أغنى متحف في الهواء الطلق الفنون ما قبل التاريخ ولذلك صنفت منطقة اليونسكو الحظيرة الثقافية للهقار ضمن التراث العالمي المحفوظ.
ظلت تمنراست تستقطب اهتمام الشعوب وعرفت انتشار البربر (الطوارق) الذين قدموا من (عزان) وشهدت حركة بشرية جد نشيطة عندما استفر الرومان بشمال إفريقيا جعلوا منها مسلكا وقطب تجاري مهم وتحولت إلى ملتقي قوافل تجارية من أوروبا، روما، إفريقيا بها السوداء خلال الفتح الإسلامي استقر بها الشرفاء والمرابطين من تافيلالت والساقية الحمراء، في فترة الاحتلال الفرنسي شهدت نشوب العديد من المقاومات والثورات الشعبية ومن أشهرها: ثورة الدغامشة، ثورة تديكلت، ثورة الفقيقرة، ثورة تيت..... وهذا بالإضافة إلى ثورة الشيخ أمود عن اندلاع الثورة التحريرية لعبت دورا فعالا إلى غاية الاستقلال في 05 جويلية 1962م

## الحظيرة الوطنية بالأهقار
متحف طبيعي وإرث حضاري عريق وزاخر، تكتسي الحظيرة الوطنية بالأهقار بولاية تمنراست أهمية بالغة ذات أبعاد متعددة لما تزخر به من الكثير من الشواهد الطبيعية الحية التي لا زالت تعبر على مدى آلاف السنين عن أسرار الوجود الإنساني والحيواني والنباتي بهذه المنطقة من الجنوب الكبير حيث يعود البعض منها إلى ما قبل 12 ألف سنة.
وقد تحول هذا الفضاء الطبيعى المصنف كأكبر المتاحف المفتوحة على الطبيعة في العالم والممتد على مساحة تقدر بنحو 500 ألف كلم مربع تصل إلى منطقة «التيدكلت» إلى قطب سياحي ذي أهمية وطنية ودولية بالنظر إلى ما يحتويه من كنوز وشواهد تحمل الكثير من خصوصيات منطقة الأهقار التي تتميز بتنوع تضاريسها ومناخها الذي يتميز بالاعتدال في الأهقار بينما يكون جافا وشبه حار بمنطقة التيدكلت الصحراوية. ومن الخصائص الطبيعية الفريدة من نوعها للحظيرة الوطنية بالأهقار سلسلة الجبال الشاهقة التي صقلتها الرياح المحملة بالرمال الممتدة في اشكال غريبة تشد نظر الإنسان كما تحتوى صخورها بقايا حيوانية ونباتية تدل دلالة واضحة على وجود الحياة بهذه المنطقة منذ العصور الجيولوجية القديمة. وتتواجد بهذا الفضاء الطبيعى بقايا غابات تدل عليها تلك الأشجار الضخمة المتحجرة بفعل العوامل المناخية والتي توحى اليوم بمفارقة غريبة إلى تواجد غابة استوائية وسط صحراء قاحلة فضلا عن انتشار أكثر من 350 نوع من النباتات حيث يمثل هذا الغطاء النباتى مساحة رعوية كانت تقتات منها الحيوانات البرية والاليفة ولا زال العديد من أنواع هذه النباتات يستعمل اليوم لدواعى العلاج والصناعات التقليدية وبناء المساكن بالأهقار. وتكشف الكثير من الدلائل ان هذا الغطاء النباتى كان كثيفا وكانت تنتشر به منذ أكثر من 10 آلاف سنة حيوانات تعيش بالمناطق الاستوائية كالزرافة ووحيد القرن والفيلة وتشهد على ذلك أيضا الرسوم والنقوش الصخرية المنتشرة في معظم مناطق الحظيرة.
وإلى جانب هذا الغطاء النباتي تنتشر بعض مصادر المياه والتي تعتبر قليلة مقارنة بالمساحة الشاسعة للحظيرة والتي تقتصر على آبار وقلتات «برك مائية» والتي كانت تعد مصدر الحياة لسكان المنطقة وللحيوانات البرية.
كما تحتوى الحظيرة الكثير من المواقع الجيولوجية والمناجم والاثريات وبقايا المقابر التي تعود إلى ما قبل ظهور الإسلام والكثير من النقوش المختلفة والرسومات الصخرية التي لا زالت تروي إلى اليوم ماضي واسرار المنطقة. كما تم مؤخرا اكتشاف انثى الفهد بالجهة وهو الاكتشاف الذي لا زال محل دراسات عالمية.

## السياحة
المدينة سياحية بطبعها وطبع سكانها اذ تعتبر السياحة المهمة التي يقتات بها اغلب سكان المدينة فان تحدثنا عن تمنراست يجب ذكر الاهقار والطاسيلي فهما من أكبر المتاحف الطبيعية المحمية وايضا لا نستطيع ان نهمل اسكرام الواقعة على بعد 80 كلم من المدينة المكان الذي يقصده السواح سنويا لمشاهدة أجمل واروع غروب وشروق للشمس في العالم على ارتفاع 2728م عن سطح البحر كما يوجد بتمنراست أعلى قمة في الجزائر الا وهي جبل تاهات. صحراء رائعة جبال بركانية راسخة متاحف طبيعية خلابة تسحر الابصار (اثار ما قبل التاريخ) مدينة بسيطة متميزة بطابعها التقليدي هواء عليل منعش سكان كرماء بسطاء لن يجد الإنسان احسن من هذا المكان لتمضية إجازة يرتاح فيها من سخب المدينة. ولا يمكن ان نهمل الطاسيلي الغير معروفة أو المنسية الا وهي اميديرالتي هي اقرب إلى اراك من تمنراست ولكنها من اروع المناطق واجملها وكانها جنة في عمق الصحراء الكبرى وكذلك اهنت و تفيدست وغيرها من المناطق الخلابة.

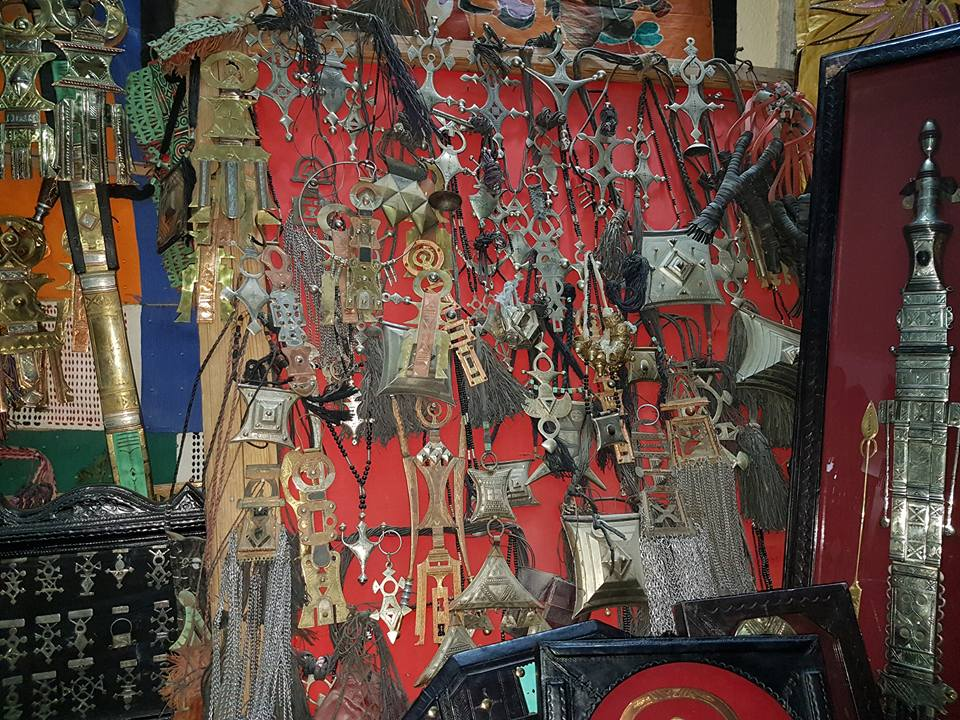
الحلي الفضي التقليدي

ومن المعروف اننا لو قلنا تمنراست فاننا نقول أيضا أجمل الحلي الفضي التقليدي واروع الحقائب الجلدية وافخر الثياب التقليدية الخاصة بالمنطقة (تيسغنس بالنسبة للمراة والبازان والعبايات والشيشان بالنسبة للرجال. ومن الاشياء التي لا يمكن ان ينساها الزائر لتمنراست هو طعم الشاي الاتاي واشهى الماكولات واروع المناظر والذكريات.

### آثار ما قبل التاريخ (اثار الهقار والطاسيلي)
نقوش لصور أبقار على صخور جبال الطاسيلي التي تدل على اخضرار المنطقة ووجود الحيوانات بها قبل آلاف السنين.

## أعلام
- إذاعة تمنراست

## وصلات خارجية
- مديرية التجارة لولاية تامنراست
- المركز الجامعي تامنراست
- إذاعة تامنراست
- جمال بلادي
- الحكواتي

لا توجد روابط لمواقع التواصل الاجتماعي.